# Alpes Cottiae
Alpes Cottiae var en provins i Romerriget, en af tre små provinser i Alperne, mellem det moderne Frankrig og Italien. Provinsens vigtigste opgave var at beskytte kommunikationen over Alperne. Alpes Cottiae naboer var Gallia Narbonensis i vest, Alpes Maritimae mod syd, Italia i øst og Alpes Graiae mod nord. Hovedstaden hed Segusio, det moderne Susa i Piemonte.
Provinsen blev opkaldt efter Cottius, herskeren af den lokale ligurer-stamme, i starten af det 1. århundrede f.v.t. Hans rige blev integreret i Romerriget under kejser Augustus. Oprindeligt bevarede Cottius og hans søn af samme navn, magten som underkonge, senere blev en protektor udnævnt. Guvernørerne var prefekter fra Equites.
Bosættelser i Alpes Cottiae:
- Ocelum (Lesseau)
- Segusio (Susa) (hovedstad)
- Scingomagus (Exilles)
- Caesao (Cesana Torinese)

45°01′00″N 6°47′03″Ø / 45.016697°N 6.784058°Ø